# Wuyisångare
Wuyisångare (Phylloscopus goodsoni) är en fågel i familjen lövsångare inom ordningen tättingar. Den är endemisk för södra Kina. Fram tills nyligen behandlades den som en del av mindre kronsångare.

## Utseende och läte
Wuyisångaren är en medelstor (10,5–12 cm) och tydligt tecknad lövsångare. Ovansidan är bjärt olivgrön med ett brett gult ögonbrynsstreck och vit buk med gul anstrykning. Hjässband och relativt bred näbb med orange längst in skiljer den från likstora nordsångaren och drillsångaren.
Den skiljer sig från nära släktingen mindre kronsångare genom tydligare blekgult bröst och mindre inslag av vitt i stjärten. Mycket lika huanghesångaren har än mindre vitt i stjärten och är mer vitaktig på undersida och ögonbrynsstreck. Wuyisångaren skiljer sig också i beteende genom att knycka med vingarna en i taget (huanghesångare och mindre kronsångaren knycker med vingarna synkront).
Den behagliga och ljusa sången återges i engelsk litteratur som "wit-wichichew-wichichew-wichichew”, medan läten beskrivs som ett dämpat "wit" eller "wichichew".

## Utbredning och systematik
Wuyisångaren är endemisk för södra Kina. Den delas upp i två underarter med följande utbredningsområde:
- Phylloscopus goodsoni goodsoni – övervintrar på Hainan, häckningsområde är ännu okänt
- Phylloscopus goodsoni fokiensis – förekommer i södra Kina (västra Hubei, Guizhou, Guangxi, nordvästra Fujian och Anhui)

### Artstatus
Tidigare betraktades den som underart till mindre kronsångare (P. reguloides) men urskiljs numera som egen art efter studier som visar på både genetiska skillnader och skillnader i läten.

### Släktestillhörighet
DNA-studier visar att släktet Phylloscopus är parafyletiskt gentemot Seicercus. Dels är ett stort antal Phylloscopus-arter närmare släkt med Seicercus-arterna än med andra Phylloscopus (däribland wuyisångare), dels är inte heller arterna i Seicercus varandras närmaste släktingar. Olika taxonomiska auktoriteter har löst detta på olika sätt. De flesta expanderar numera Phylloscopus till att omfatta hela familjen lövsångare, vilket är den hållning som följs här. Andra flyttar bland andra wuyisångare till ett expanderat Seicercus.

### Familjetillhörighet
Lövsångarna behandlades tidigare som en del av den stora familjen sångare (Sylviidae). Genetiska studier har dock visat att sångarna inte är varandras närmaste släktingar. Istället är de en del av en klad som även omfattar timalior, lärkor, bulbyler, stjärtmesar och svalor. Idag delas därför Sylviidae upp i ett antal familjer, däribland Phylloscopidae. Lövsångarnas närmaste släktingar är familjerna cettior (Cettiidae), stjärtmesar (Aegithalidae) samt den nyligen urskilda afrikanska familjen hylior (Hyliidae).

## Status och hot
Arten har ett stort utbredningsområde, men tros minska i antal, dock inte tillräckligt kraftigt för att den ska betraktas som hotad. Internationella naturvårdsunionen IUCN listar arten som livskraftig (LC).

## Namn
Fågeln kallades tidigare hartertsångare eller Harterts sångare, hedrande Ernst Hartert som beskrev taxonet 1910. Det vetenskapliga namnet goodsoni hedrar ornitologen Arthur Thomas Goodson (1873-1931), verksam vid Tring Museum 1893-1931. Denna art har dock tilldelats ett nytt officiellt svenskt namn av Birdlife Sveriges taxonomikommitté, syftande på bergskedjan Wuyishan som ligger centralt i utbredningsområdet.